# Западно-русское правительство
За́падно-ру́сское прави́тельство (ЗРП) — антибольшевистское русское правительство, образованное в Берлине летом 1919 года с целью представлять русские национальные интересы и власть, в случае завоевания русскою военною силою территорий на западе бывшей Российской империи — в Прибалтийских губерниях (Курляндии и Лифляндии). Так как было создано при помощи Германии, то, в отличие, от иных белогвардейских правительств (Северной области, Северо-Западного, Юга России), ЗРП придерживалось не союзнической, а германской ориентации. По этой же причине (в отличие от иных белогвардейских правительств) никогда не было признано всероссийской властью — Российским правительством адмирала Колчака. ЗРП прекратило своё существование осенью 1919 г. с образованием при Западной добровольческой армии (ЗДА) в г. Митаве Совета Западной России с аналогичными функциями.

## Развитие политической ситуации в регионе к лету 1919 года
В результате проигрыша в Первой мировой войне и произошедших революций обе империи, в прошлом доминировавшие в регионе — Российская и Германская — к середине 1919 года утратили контроль над Остзейским краем, народы которого обрели независимость. Руководящие круги Германии и находящиеся в крае лидеры белого движения, естественно, пытались вернуть утраченные позиции своих стран, в некоторых случаях пытаясь использовать друг друга для достижения собственных целей. Германии, опираясь на военную силу — Прибалтийский ландесвер, удалось к началу лета 1919 года изгнать Красную армию с территории Латвии и привести к власти прогерманское правительство пастора Ниедра. Однако, после жёсткого ультиматума Антанты, опасавшейся возрождения германского влияния в регионе, и скованная условиями Версальского мира, Германия в начале июля была вынуждена заняться эвакуацией из Прибалтики своих военных формирований, что сводило на нет политические успехи прогерманской партии.
Тогда германские правящие круги решили проводить нужную им политику посредством прогермански настроенной формирующейся в Курляндии русской военной силы. В ряды русских добровольческих отрядов, позднее объединённых в Западную добровольческую армию, перезаписались под видом добровольцев многие (около 40 тыс.) чины распущенных немецких формирований, чтобы получить возможность остаться на территории Латвии, так как Латвийским правительством им были обещаны земельные наделы, как плата за участие в борьбе с Советской Россией.
Командиры Западной добровольческой армии в свою очередь хотели использовать Германию как гигантский и находящийся в непосредственной близости источник материальных и людских (из числа бывших русских военнопленных Великой войны) ресурсов для восстановления в крае русской власти и для борьбы с большевизмом в России.

## Возникновение правительства
После ухода Германии с Украины осенью 1918 года в Берлин перебрались некоторые российские политические деятели, переехавшие из большевистской России в Киев во время его германской оккупации. В Германию тогда же, в бывший лагерь для русских военнопленных в Зальцведеле, перебрался бывший начальник Киевского вербовочного бюро Южной армии П. Р. Бермондт, где продолжил набор русских добровольцев из числа бывших военнопленных в формирующиеся для борьбы с большевизмом военные части. Первое такое подразделение в количестве примерно 1 500 человек под командованием Бермондта прибыло в Митаву в мае 1919 года. Митава стала центром формирования русской военной силы, а деятели Берлинского «Русского-Германского синдиката», заинтересованные в «восстановлении порядка в России», решили оказать набирающим силу военным формированиям финансовую и политическую поддержку. Для сбора средств и контроля за их расходованием была образована финансовая комиссия во главе с сенатором А. В. Бельдгардтом (в иных источниках Бельгард). Между берлинскими политическими и финансовыми деятелями и Митавскими военными установились контакты. В июле Митаву посетил В. В. Бискупский и А. К. Реммер. Получив согласие Бермондта на участие в этой политической конструкции, новая русская политическая структура была образована в Берлине в июле 1919 г. Сенатор Бельдгардт считал, что образовавшиеся ЗРП «совершенно зависело от Германского МИДа» и «абсолютно … никакой роли в русских делах не играло».

## Состав правительства
Правительство имело следующий состав:
- Министр-председатель и министр иностранных дел — генерал-лейтенант В. В. Бискупский
- Министр финансов — Герман Васильевич фон Берг (предприниматель)
- Министр внутренних дел — Георгий Михайлович Дерюгин (депутат IV Государственной Думы)
- Министр просвещения — Василий Максимович Поппе
- Министр земледелия — Д. Зякин
- Военный министр — полковник Пётр Петрович Дурново (сын П. Н. Дурново)
- Министр торговли — Андрей Константинович Реммер (бывший председатель районной продовольственной управы Петрограда)

## Программа правительства
В случае успешного ведения Западной добровольческой армией военных действий, в «отвоёванных от большевиков областях» России должны были бы начать свою работу политический, дипломатический, финансовый, промышленный и военный отделы, которые осуществляли бы всё гражданское управление. Правительство избирало Главковерха — был избран Бискупский — а Бермондт был временным (до прибытия Главковерха) «командующим всеми войсками, действующими на Прибалтийском секторе против большевиков». Утверждалось, что ЗРП является «единственным правомочным государственным учреждением Западной России». Для укрепления Белого дела Бермондту приписывалось «согласовывать все свои военные действия с действиями адмирала Колчака». Юденич, которого Колчак назначил «Главнокомандующим всеми русскими сухопутными, морскими вооружёнными силами против большевиков на Северо-Западном фронте» и которому должен был бы подчиняться отряд Бермондта, вообще не упоминался. Структура создавалась таким образом, что «власть военная да подчинится власти гражданской».
Германская ориентация ЗРП, а также то, что оно своим несогласованным с Российской Верховной властью появлением, создавало конкуренцию гражданским структурам, создаваемым при Юдениче, послужили причинами изоляции ЗРП — оно не было признано ни в Омске, ни в Париже.
В середине сентября Правительству удалось получить кредит в 300 млн. марок (в качестве обеспечения кредита выступало «всё движимое и недвижимое имущество на территории, управляемой Западным правительством, а также на тех землях, которые впоследствии к этой территории будут присоединены») в немецком банке «Морган и К». Кредит был выдан на 10 лет под 5 % годовых.
17 сентября было подписано соглашение между Бермондтом и ЗРП, но соглашение так и осталось формальным, так как Бермондт видел свою военную силу в отношениях с гражданской администрацией с точностью до наоборот — «власть гражданская до подчинится власти военной» и уже 6 октября в Митаве командованием Западной добровольческой армии было подписано Положение о «Совете управления при Командующем Западной добровольческой армией» или «Совет управления Западной России». Функции Западно-русского правительства перешли этим актом к вновь созданному Совету.